# Walki o Chocianów
Walki o Chocianów – starcie zbrojne mające miejsce w dniach 9-10 lutego 1945 między oddziałami Armii Czerwonej a Wehrmachtu, zakończone zdobyciem Chocianowa głównie przez żołnierzy z 24 Korpusu Strzeleckiego Armii Czerwonej.
Wojska Armii Czerwonej które ruszyły 12 stycznia 1945 z linii Wisły w ramach ofensywy styczniowej z końcem stycznia dotarły do Chocianowa. Miasto w silny punkt obrony przekształciły oddziały niemieckie z 4 Armii Pancernej. Próby zdobycia miasta z marszu nie powiodły się. W próbach tych uczestniczyli żołnierze 111 Dywizji Strzeleckiej dowodzeni przez generała majora Jurija Sokołowa. Ostatecznie zdobyli miasto żołnierze z 24 Korpusu Strzeleckiego dowodzonego przez generała majora Dmitrija Onuprijenkę, kończąc 10 lutego 1945 panowanie reżimu III Rzeszy w Chocianowowie i okolicy.